# The Wah-Watusi
«The Wah-Watusi» es una canción escrita por Kal Mann y Dave Appell e interpretada por The Orlons. Alcanzó el puesto número 2 en el Billboard HOT 100 de EE. UU. detrás de " Roses Are Red (My Love) " de Bobby Vinton, y el número 5 en la lista de R&B de EE. UU. en 1962. La canción apareció en su álbum de 1962 The Wah-Watusi.
La canción vendió más de un millón de copias y obtuvo el estatus de disco de oro. Además, ocupó el puesto 24 en la lista de los 100 mejores sencillos de 1962 de la revista Billboard.

## Versiones
- Dee Dee Sharp lanzó una versión de la canción en su álbum recopilatorio de 1962 All the Hits de Dee Dee Sharp .[5]
- Annette lanzó una versión de la canción como sencillo en 1964, pero no llegó a las listas.[6]
- The Miracles lanzaron una versión de la canción en su álbum de 1963 The Miracles Doin' Mickey's Monkey .[7]
- Las Ronettes lanzaron una versión de la canción en el álbum de varios artistas de 2011 The Philles Album Collection .[8] Su versión se había lanzado originalmente en el álbum de The Crystals de 1963, The Crystals Sing the Greatest Hits Volume 1, pero The Crystals recibió crédito por la canción.
- En Perú, la canción fue grabada en 1962 en español por Jorge Conty.[9]